# سيدي داود (نابل)

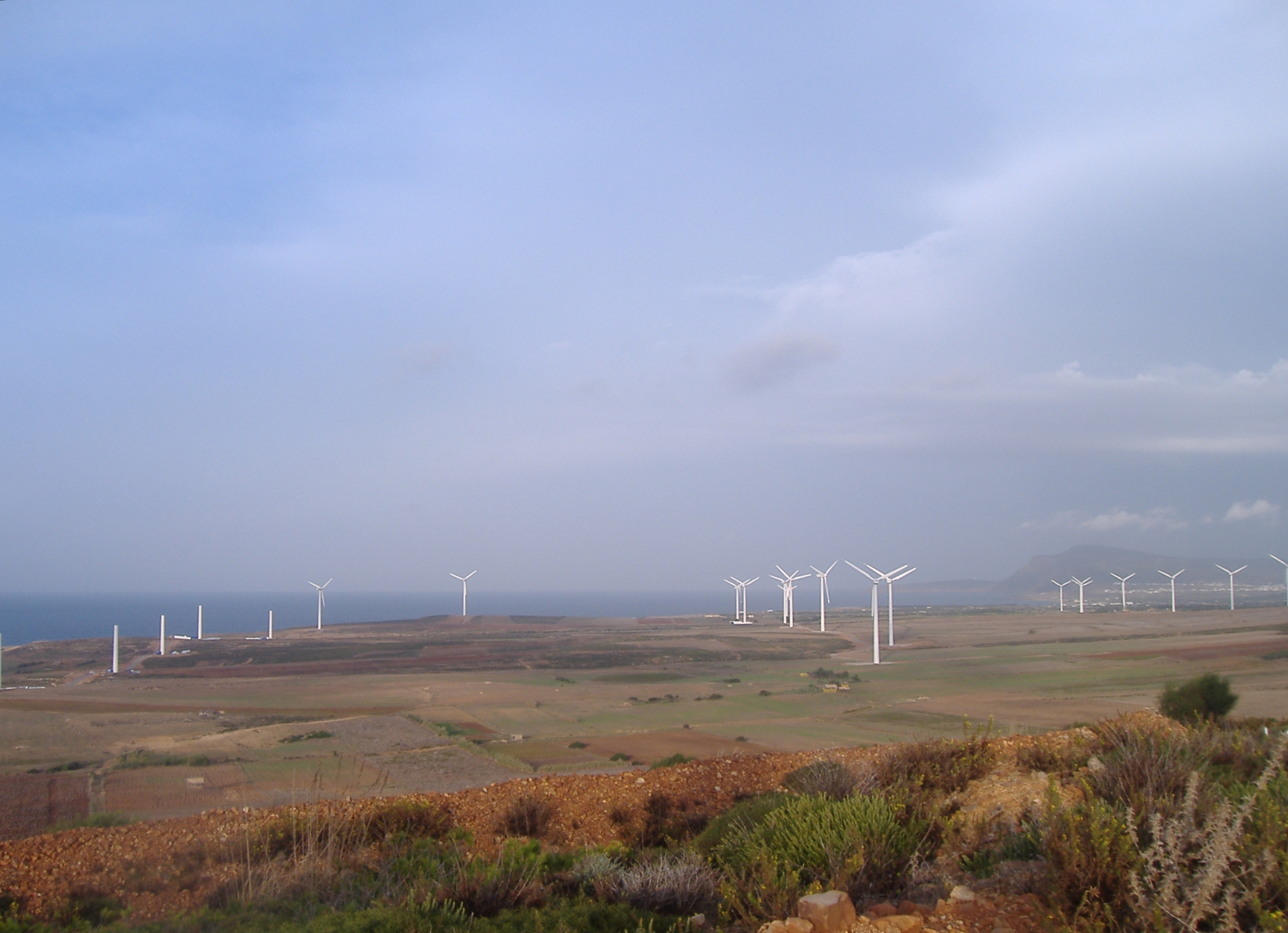
عَنَفَات ريحية قرب سيدي داود

سيدي داود بلدة تقع شمال شرقي الوطن القبلي بالجمهورية التونسية، وهو تتبع إداريا لولاية نابل.

## المناخ
مناخ البحر المتوسط، حيث يتراوح متوسط درجات الحرارة الشهرية بين 12 درجة في الشتاء و27 درجة في الصيف. ويبلغ متوسط هطول الأمطار السنوي حوالي 591 ملم. المنطقة شديدة الرياح مع رياح غربية إلى شمالية غربية سائدة. ولهذا السبب تم إنشاء مزرعة رياح إلى الشمال الشرقي من القرية، بين تلال جبل الحمام وجبل الريرمان وساحل البحر.

## التاريخ

### العصور القديمة

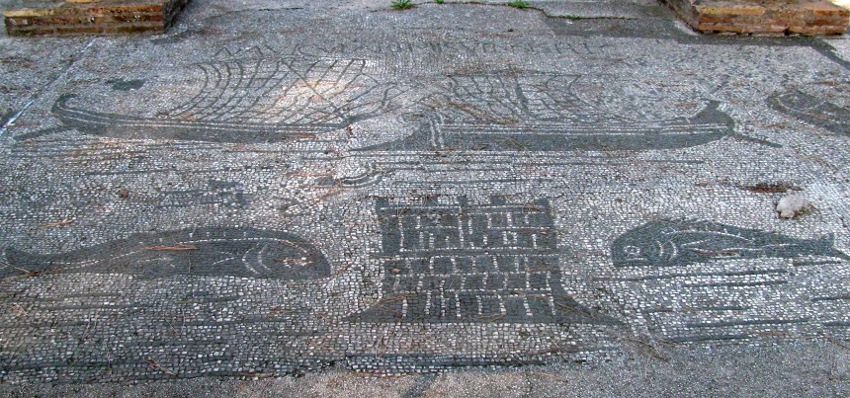
فسيفساء في أوستيا أنتيكا ملاحون من ميسوا NAVICVLARI MISVENSES

بُنيت القرية على أنقاض مدينة ميسوا القديمة، وهي ميناء مهم ومزدهر في إفريقيا البروقنصليّة. يذكر كل من بلينيوس الأصغر وبروكوبيوس القيسراني وخط السيرالأنطونيوسي وخريطة بيوتينجرالمدينة. كما يسميها بطليموس أيضاً نيسوا (Νισυα) بدلاً من ميسوا.
تتجلى أهمية ميناء ميسوا من خلال وجودها على الفسيفساء الموجودة في ساحة دي كورباتوري في ميناء أوستيا أنتيكا : فهي تصور 30 مدينة في الإمبراطورية الرومانية (بما في ذلك 9 مدن في أفريقيا) كانت لها روابط تجارية مع أوستيا.
في عام 536 م، أبحر الحاكم البيزنطي سليمان من ميناء ميسوا إلى صقلية هرباً من ثورة في قرطاج.

### القرون الوسطى
لسبب غير معروف، تغير اسم البلدة: أطلق الجغرافيون العرب في القرون الوسطى البكري والإدريسي والنويري وياقوت الحموي على البلدة اسم نوبا أو نوبية.
وفي ربيع عام 902 (289 هـ) اتخذ الأمير الأغالبة إبراهيم بن أحمد الذي تنازل عن الحكم لصالح ابنه في ربيع الأول (أواخر مارس) من عام 902 (289 هـ) من ميناء نوبة مقرًا له لمدة شهرين. أحمد. وتنازل عن الحكم لصالح ابنه في ربيع الأول (اخر شهر مارس) وجمع المتطوعين للجهاد بهدف فتح صقلية. وغادر نوبا متجهاً إلى تراباني، ولكنه توفي في كزنسة في كالابريا في 18 ذي القعدة (23 أكتوبر) من نفس العام.
في 7 فيفري 1480، وصلت رسالة من السلطات الجنوية إلى ”ملك“ تونس أبو عمرو عثمان يشكو فيها من المشاكل التي سببها للجنوي جان غريغوار ستيلا صاحب امتياز صيد سمك التونة (تونارة) في النوبة.